# 810 Samodzielna Gwardyjska Brygada Piechoty Morskiej
810 Samodzielna Gwardyjska Brygada Piechoty Morskiej im. 60-lecia powstania ZSRR odznaczona Orderem Żukowa (ros. 810-я отдельная гвардейская ордена Жукова бригада морской пехоты имени 60-летия образования СССР (в/ч 13140) – samodzielny związek taktyczny Sił Zbrojnych Federacji Rosyjskiej w strukturach Floty Czarnomorskiej Południowego Okręgu Wojskowego.

## Charakterystyka
Jednostka stacjonuje w Sewastopolu i Tiemriuku.
<br< Sformowana w listopadzie 1966, w jej skład weszły: 1/ 336 pułku piechoty morskiej (Flota Bałtycka) i 135 pułk zmechanizowany. Następnie jednostka otrzymała nazwę: 309 samodzielny batalion piechoty morskiej Floty Czarnomorskiej.
W 1967 płk odbył wspólne ćwiczenia z lądowania piechoty morskiej z jednostkami wojskowymi Bułgarii. Od września do grudnia tego samego roku batalion został wysłany do pełnienia służby na Morzu Śródziemnym, w Egipcie i Syrii, a także wzmocnił ochronę sojuszniczych/zaprzyjaźnionych państw podczas konfliktu arabsko-izraelskiego (1967).
Kolejna reorganizacja została przeprowadzona w 1967 – do 309 batalionu włączono wozy bojowe i personel 61 pułku piechoty morskiej, a jednostka przyjęła nazwę 810 samodzielnego pułku piechoty morskiej. Miejscem stacjonowania była Zatoka Kozacka w Sewastopolu.
Jednostka przeszła kolejną reorganizację – w 1979 stała się 810 Samodzielną Brygadą Morską. Następnie, w 1982, została przemianowana na 881 samodzielny Batalion powietrznodesantowy.
Jednostka brała udział w zajęciu lotniska Belbek na Krymie w 1991, zabezpieczeniu negocjacji między prezydentami Rosji i Gruzji w Soczi w 1992, a także ewakuacji uchodźców z Gruzji i Abchazji (wrzesień – październik 1993).
W 1998 brygada została ponownie przemianowana – na 264 pułk piechoty morskiej; w 1999 dzięki staraniom weteranów przywrócono dawną nazwę – 810 samodzielny pułk piechoty morskiej.
W okresie wrzesień 1999 – lipiec 2000 pułk brał udział w operacjach w Czeczenii.
W 2005 jednostka otrzymało miano Przodującej Jednostki Marynarki Wojennej Rosji. W 2008 pułk został przeformowany w brygadę.
Obecnie w skład jednostki wchodzi batalion szturmowy i dwa bataliony morskie, z których jeden stacjonuje w mieście Tiemriuk.
Oprócz piechoty morskiej jednostka szkoli również saperów – nurków, przeprowadzających rekonesans na dnie morskim. Podczas szkolenia wykorzystywany jest poligon Opuk, niedaleko Teodozji. Morskie i lotnicze szkolenia desantowe odbywają się w Sewastopolu, z wykorzystaniem garnizonu lotniczego w Kaczyńsku.